# Amauris niavius
Amauris niavius är en fjärilsart som beskrevs av Carl von Linné 1758. Amauris niavius ingår i släktet Amauris och familjen praktfjärilar. Inga underarter finns listade i Catalogue of Life.

## Bildgalleri